# 15-я пехотная дивизия (вермахт)
15-я пехотная дивизия (нем. 15. Infanterie-Division) — пехотная дивизия Вермахта (1934—1945).

## История
15-я пехотная дивизия (нем. 15. Infanterie-Division) была сформирована 1 октября 1934 года в Вюрцбурге под названием 5-е артиллерийское командование (нем. Artillerieführer V). С объявлением перевооружения Германии, дивизия была переименована 15 октября 1935 года. Дивизия была мобилизована как подразделение формирования первой волны 25 августа 1939 года и после этого использовалась для защиты западной границы в Сааре. Здесь она участвовала в боях во время Саарской наступательной операции.
Во Французской кампании в мае 1940 года дивизия, в составе Группы армий «A», прошла через Люксембург и Бельгию во Францию и пересекла в начале июня реку Эна. За этим последовало несколько боёв на реках Вель, Марне и Об. Дивизия дошла до Невера на Луаре. К 1941 году дивизия, в рамках оккупационных сил, была размещена в Дижоне. 21 ноября 1940 года одна треть её состава была использована для формирования 113-й пехотной дивизии.
В июле 1941 года, переведена на Восточный фронт и подчинена Группе армий «Центр». Впервые приняла участие в боях за Могилёв.
29 июля 1941 года против 15-я дивизии вели бои части 144-й дивизии РККА, которые закрепились на рубеже Смугулино — Порфилово.
Понесла потери в наступательных и оборонительных боях в Ельне, а затем в Вяземской операции. Принимала участие в битве за Москву. Затем, в начале 1942 года участвовала в Ржевской битве. После больших людских потерь была отправлена на пополнение и отдых во Францию.
В феврале 1943 года дивизия была переведена обратно на Восточный фронт и приняла участие в третьей битве за Харьков, в частности обороняла Днепропетровск и Кривой Рог. Дивизия была практически уничтожена в августе 1944 года во время Ясско-Кишинёвской операции. В октябре 1944 года заново сформирована в Венгрии, в неё вошли остатки старого подразделения и новобранцы. 5 мая 1945 года дивизия сдалась Красной Армии в Праге.

## Подчинение и районы действия
| Дата                     | Корпус              | Армия               | Группа армий  | Район действия            |
| ------------------------ | ------------------- | ------------------- | ------------- | ------------------------- |
| Сентябрь/Октябрь 1939    | XII.                | 1-я армия           | С             | Саарпфальц                |
| Декабрь 1939             | без корпуса         | 16-я армия          | А             | Саарпфальц                |
| Январь-май 1940          | без корпуса         | 16-я армия          | А             | Трир, Люксембург, Бельгия |
| Июнь 1940                | VI.                 | 2-я армия           | А             | Франция                   |
| Июль-август 1940         | XXVII.              | 12-я армия          | C             | Франция                   |
| Сентябрь-октябрь 1940    | XXVII.              | 1-я армия           | C             | Франция                   |
| Ноябрь 1940 — Июнь 1941  | XXVII.              | 1-я армия           | D             | Франция                   |
| Июль 1941                | XXXV.               | в распоряжении ОКХ  | Центр         | Минск, Могилёв            |
| Август 1941              | XXXXVI.             | 2-я танковая группа | Центр         | Смоленск                  |
| Сентябрь 1941            | IX.                 | 4-я армия           | Центр         | Ельня                     |
| Октябрь 1941             | XX.                 | 4-я армия           | Центр         | Вязьма                    |
| Ноябрь-декабрь 1941      | XII.                | 4-я армия           | Центр         | Москва                    |
| Январь 1942              | XX.                 | 4-я армия           | Центр         | Боровск, Юхнов            |
| Февраль 1942             | XX.                 | 4-я танковая армия  | Центр         | Гжатск, Ржев              |
| Март 1942                | VII.                | 4-я танковая армия  | Центр         | Гжатск, Ржев              |
| Апрель 1942              | V.                  | 4-я танковая армия  | Центр         | Гжатск, Ржев              |
| Май 1942                 | без корпуса         | 7-я армия           | D             | Франция                   |
| Июнь 1942 — Февраль 1943 | LXXX.               | 1-я армия           | D             | Франция                   |
| Март 1943                | LVII.               | 4-я танковая армия  | Юг            | Харьков                   |
| Апрель-сентябрь 1943     | LVII.               | 1-я танковая армия  | Юг            | Северский Донец, Изюм     |
| Октябрь-ноябрь 1943      | XXX.                | 1-я танковая армия  | Юг            | Кривой Рог                |
| Декабрь 1943             | LVII.               | 1-я танковая армия  | Юг            | Кривой Рог                |
| Январь 1944              | XXX.                | 6-я армия           | Юг            | Кривой Рог                |
| Февраль 1944             | LVII.               | 6-я армия           | Юг            | Кривой Рог                |
| Март 1944                | XXIX.               | 6-я армия           | A             | Умань                     |
| Апрель-август 1944       | XXX.                | 6-я армия           | Южная Украина | Кишинёв                   |
| Октябрь 1944             | второе формирование | 8-я армия           | Юг            | Северная Венгрия          |
| Ноябрь 1944              | без корпуса         | 8-я армия           | Юг            | Северная Венгрия          |
| Декабрь 1944             | XXIX.               | 8-я армия           | Юг            | Северная Венгрия          |
| Январь-март 1945         | XXIX.               | 8-я армия           | Юг            | Словакия, Татры           |
| Апрель 1945              | XXIX.               | 1-я танковая армия  | Центр         | Жилина                    |
| Май 1945                 | XXIV.               | 1-я танковая армия  | Центр         | Моравия                   |

## Структура
| 1939                                                            | 1942                                                     | 1943-1945                                                |
| --------------------------------------------------------------- | -------------------------------------------------------- | -------------------------------------------------------- |
| 81-й пехотный полк (Infanterie-Regiment 81)                     | 81-й гренадерский полк (Grenadier-Regiment 81)           | 81-й гренадерский полк (Grenadier-Regiment 81)           |
| 88-й пехотный полк (Infanterie-Regiment 88)                     | 88-й гренадерский полк (Grenadier-Regiment 88)           | 88-й гренадерский полк (Grenadier-Regiment 88)           |
| 106-й пехотный полк (Infanterie-Regiment 106)                   | 106-й гренадерский полк (Grenadier-Regiment 106)         | 106-й гренадерский полк (Grenadier-Regiment 106)         |
| 15-й разведывательный батальон (Aufklärungs-Abteilung 15)       | 15-й батальон самокатчиков (Radfahr-Abteilung 15)        | 15-й фузилёрный батальон (Füsilier-Bataillon 15)         |
| 15-й артиллерийский полк (Artillerie-Regiment 15)               |                                                          |                                                          |
| 15-й батальон АИР (Beobachtungs-Abteilung 15)                   | -                                                        | -                                                        |
| 15-й дивизион ПТО (Panzerabwehr-Abteilung 15)                   | 15-й противотанковый дивизион (Panzerjäger-Abteilung 15) | 15-й противотанковый дивизион (Panzerjäger-Abteilung 15) |
| 15-й сапёрный батальон (Pionier-Bataillon 15)                   |                                                          |                                                          |
| 15-й батальон связи (Nachrichten-Abteilung 15)                  |                                                          |                                                          |
| 15-й запасной батальон (Feldersatz-Bataillon 15)                |                                                          |                                                          |
| части снабжения 15-й пехотной дивизии (Versorgungseinheiten 15) |                                                          |                                                          |

## Руководство

### Командиры
| Период                           | Звание            | Имя                          |
| -------------------------------- | ----------------- | ---------------------------- |
| 15 октября 1935 — 31 марта 1936  | Генерал-лейтенант | Фридрих Вильгельм Брандт     |
| 1 апреля 1936 — 1 апреля 1939    | Генерал-лейтенант | Эмиль Лееб                   |
| 1 апреля — 6 октября 1939        | Генерал-лейтенант | Вальтер Бешнитт              |
| 6 октября 1939 — 12 августа 1940 | Генерал-лейтенант | Фридрих-Вильгельм фон Шаппюи |
| 12 августа 1940 — 8 января 1942  | Генерал-лейтенант | Эрнст Хелль                  |
| 8—11 января 1942                 | Полковник         | Альфред Шрейбер              |
| 11—23 января 1942                | Генерал-майор     | Бронислав Павел              |
| 23 января — 3 февраля 1942       | Генерал-майор     | Альфред Шрейбер              |
| 3 февраля — 18 июня 1942         | Генерал-майор     | Бронислав Павел              |
| 18 июня 1942 — 20 ноября 1943    | Генерал-лейтенант | Эрих Бушенхаген              |
| 20 ноября 1943 — август 1944     | Генерал-майор     | Рудольф Шперль               |
| 14 августа — 5 сентября 1944     | Генерал-майор     | Оттомар Бабель               |
| 17 октября 1944 — 8 мая 1945     | Генерал-майор     | Ханнс Лэнгенфельдер          |
| 1.                               |                   |                              |

### Представители Генерального штаба
| Период                          | Звание       | Имя                       |
| ------------------------------- | ------------ | ------------------------- |
| 15 октября 1935 — 1 апреля 1937 | Подполковник | Антон Достлер             |
| 1 апреля 1937—1939              | -            | неизвестно                |
| 1939 — февраль 1940             | Подполковник | Ганс Отфрид фон Линстов   |
| февраль 1940 — 15 января 1941   | Майор        | Вернер Ранк               |
| 15 января 1941 — 14 января 1942 | Подполковник | Карл-Ричард Косманн       |
| 14 января 1942 — 30 марта 1944  | Подполковник | Вильгельм Виллемер-Брёзен |
| 30 марта — 24 августа 1944      | Подполковник | Гаральд Гельмс            |
| 5-15 октября 1944               | Подполковник | Вильфред фон Зоббе        |
| 15 октября 1944—1945            | Подполковник | Фриц Боррманн             |

## Награды дивизии
В общей сложности 29 военнослужащих 15-й пехотной дивизии были награждены Рыцарским крестом Железного креста и 56 Немецким крестом в золоте.

### Рыцарский Крест Железного креста (29)
- Йозеф Ланг, 04.07.1940 — фельдфебель, командир штурмовой группы 2-й роты 15-го сапёрного батальона
- Ганс Мёллер, 15.08.1940 — обер-лейтенант, ординарец 15-й пехотной дивизии
- Фридрих-Вильгельм фон Хаппиус, 15.08.1940 — генерал-лейтенант, командир 15-й пехотной дивизии
- Йозеф Голлас, 18.11.1941 — фельдфебель, командир взвода 6-й роты 106-го пехотного полка
- Густав-Адольф фон Цанген, 15.01.1942 — полковник, командир 88-го пехотного полка
- Вильгельм Беренс, 27.03.1942 — полковник, командир 106-го пехотного полка
- Йозеф Шюсслер, 14.06.1943 — фельдфебель, командир взвода 5-й роты 106-го гренадерского полка
- Ханнс Лэнгенфельдер, 21.10.1943 — оберстлейтенант, командир 106-го гренадерского полка
- Эрих Бушенхаген, 05.12.1943 — генерал-лейтенант, командир 15-й пехотной дивизии
- Хельмут Вейраух, 07.12.1943 — лейтенант резерва, командир 4-й (пулемётной) роты 81-го гренадерского полка
- Отто Лауденбах, 14.12.1943 — майор, командир 3-го батальона 88-го гренадерского полка
- Хуберт Флекенштайн, 31.01.1944 — фельдфебель, командир взвода штабной роты 106-го гренадерского полка
- Хельмут Ламбах, 06.03.19мобер-лейтенант резерва, командир 11-й роты 88-го гренадерского полка
- Аугуст Хумке, 04.05.1944 — вахмистр, командир взвода 4-й роты 15-го фузилёрного батальона
- Вальтер Шиндлер, 04.05.1944 — капитан резерва, командир 3-го батальона 106-го гренадерского полка
- Герберт Пролль, 09.06.1944 — капитан, командир 1-го батальона 106-го гренадерского полка
- Антон-Отто Франк, 26.06.1944 — капитан, командир 1-й роты 15-го противотанкового батальона
- Вольф Вендт, 12.08.1944 — капитан, адъютант 88-го гренадерского полка
- Макс Краузе, 18.11.1944 — майор, командир 106-го гренадерского полка
- Карл Кун, 26.11.1944 — капитан, командир боевой группы «Кун» (остатки 81-го гренадерского полка)
- Курт Киттель, 29.11.1944 — обер-ефрейтор, командир миномётного отделения 5-й роты 88-го гренадерского полка
- Фриц Энгелин, 18.12.1944 — майор, командир 15-го фузилёрного батальона
- Антон Риттер, 24.12.1944 — лейтенант резерва, командир 3-й роты 88-го гренадерского полка
- Керстен фрайхерр фон Розен, 26.12.1944 — оберстлейтенант, командир 88-го гренадерского полка
- Хайнц Бундесманн, 14.01.1945 — лейтенант резерва, командир 3-й роты 88-го гренадерского полка
- Роберт Бауэр, 11.03.1945 — майор, командир боевой группы 15-й пехотной дивизии
- Фридрих Штелльваген, 17.03.1945 — капитан, командир 2-го батальона 106-го гренадерского полка
- Отто Вутцель, 14.04.1945 — капитан, командир 1-го батальона 81-го гренадерского полка
- Леандер Райнбахер, 30.04.1945 — лейтенант резерва, командир 1-й роты 81-го гренадерского полка

### Рыцарский Крест Железного креста с Дубовыми листьями
- Ханнс Лэнгенфельдер (№856), 30.04.1945 — генерал-майор, командир 15-й пехотной дивизии